# Adrenoleukodystrofia
Adrenoleukodystrofia (choroba Siemerlinga-Creutzfeldta, ang. adrenoleukodystrophy, ALD, Siemerling-Creutzfeldt disease) – choroba uwarunkowana genetycznie dotykająca mężczyzn, o typie dziedziczenia sprzężonego z chromosomem X. Za objawy choroby odpowiada mutacja w genie ABCD1 w locus Xq28.
Jest związana z zaburzoną peroksysomalną beta-oksydacją kwasów tłuszczowych o bardzo długich łańcuchach (ang. very long fatty acids, VLFA), co prowadzi do nagromadzenia ich w różnych narządach. Z klinicznego punktu widzenia najistotniejsze jest ich gromadzenie w ośrodkowym układzie nerwowym oraz korze nadnerczy.
W obrazie klinicznym dominują objawy takie jak: padaczka, ataksja, objawy niedoczynności kory nadnerczy, postępujące otępienie, nadreaktywność, głuchota, zaburzenia wzroku które w najcięższych postaciach choroby pojawiają się między 5–10 rokiem życia.
Stopniowe i postępujące uszkodzenie tych narządów najczęściej doprowadza do śmierci w okresie pokwitania.

## Rozpoznanie
Rozpoznanie opiera się na zebranym wywiadzie rodzinnym i stwierdzeniu podwyższonego poziomu VLCFA w surowicy krwi. Ponadto można oznaczyć poziom VLCFA  w hodowlach fibroblastów skóry i erytrocytach oraz wykonać badania molekularne (analiza mutacji w genie ABCD1). W badaniu MRI ośrodkowego układu nerwowego stwierdzane są zmiany demielinizacyjne, które w 90% przypadków obejmują płaty potyliczne i częściowo ciemieniowe wraz z płatem ciała modzelowatego.

## Leczenie
Nie ma w pełni skutecznego leczenia przyczynowego adrenoleukodystrofii. W 1980 zapoczątkowano terapię dietetyczną, polegającą na ograniczeniu spożycia bardzo długołańcuchowych kwasów tłuszczowych, jednakże dieta ta nie obniżyła stężenia nasyconych VLCFA w osoczu. Normalizację stężenia bardzo długołańcuchowych nasyconych kwasów tłuszczowych w osoczu uzyskano, gdy połączono ograniczenie diety z doustną suplementacją trioleinianu gliceryny (GTO) i trierukanu gliceryny (GTE), prawdopodobnie poprzez hamowanie endogennego układu wydłużania kwasów tłuszczowych.
Archives of Neurology opublikowało w 2005 roku wyniki badań przeprowadzonych przez lekarzy z Kennedy Krieger Institute w Baltimore, które udowodniły skuteczność oleju Lorenza, jednakże kolejne prowadzone badania wskazywały, że olej ten nie jest skuteczny w wariantach mózgowych tej choroby, ale korzyść mogą odnieść pacjenci bezobjawowi, nosicielki genu, a także osoby chorujące na warianty niezajmujące mózgu. Obecnie metoda leczenia opierająca się na diecie eliminacyjnej i przyjmowaniu oleju Lorenza jest zalecana najczęściej u chłopców między 3. a 6. rokiem życia, u których nie stwierdza się jeszcze objawów neurologicznych ani odchyleń w badaniu MRI lub gdy zmiany te są minimalne.
Jedyną metodą mogącą dać pełne wyleczenie pacjentów z adrenoleukodystrofią jest allogeniczna transplantacja komórek macierzystych układu krwiotwórczego, której celem jest dostarczenie choremu komórek macierzystych, które następnie przekształcają się w OUN na mikroglej, który produkuje prawidłowe białka ALDp oraz ma zdolność metabolizowania VLCFA w OUN. Metoda ta jest stosowana u chorych z objawami bardzo wczesnego zajęcia mózgu. Ze względu na to, że procedura przeszczepu w dalszym ciągu wiąże się z dużym ryzykiem powikłań, HSCT nie wykonuje się u chorych z zaawansowanymi objawami neurologicznymi, rozległą demielinizacją, a także u pacjentów bezobjawowych z prawidłowym obrazem MRI mózgowia, ponieważ nie można przewidzieć, u którego z nich rozwinie się ciężka mózgowa postać adrenoleukodystrofii.
W 2010 ukazały się badania nad terapią genową, w wyniku której modyfikowano wektory lentiwirusowe w celu uzyskania ekspresji ABCD1, a następnie przeszczepiano je pacjentom, stosując podobną procedurę jak w przypadku przeszczepu szpiku kostnego lub komórek macierzystych.
W lipcu 2021 Europejska Agencja Leków zatwierdziła preparat Skysona do terapii genowej do stosowania u dzieci i młodzieży z wczesną adrenoleukodystrofią mózgową z mutacją ABCD1 i bez dopasowanych dawców spośród rodzeństwa. Jednak w październiku 2021 bluebird bio poinformowało o wycofaniu swojego pozwolenia na dopuszczenie do obrotu w Unii Europejskiej i Wielkiej Brytanii preparatu Skysona.
W 2022 amerykańska Agencja Żywności i Leków wydała przyspieszoną zgodę firmie bluebird bio na terapię genową preparatem Skysona w leczeniu wczesnej, aktywnej mózgowej adrenoleukodystrofii u chłopców w wieku 4 do 17 lat. Preparat ten stał się najdroższym lekiem na świecie, ponieważ koszt terapii wynosił 3 miliony dolarów.

## Adrenomieloneuropatia
Odmianą  ALD jest adrenomieloneuropatia (AMD) czyli późna odmiana, pojawiająca się u młodych mężczyzn (przed 30 rokiem życia).
Na obraz kliniczny choroby składają się: objawy postępującego spastycznego niedowładu kończyn dolnych, ataksja móżdżkowa, upośledzenie czucia i zaburzenia zwieraczy, niedoczynność kory nadnerczy. Objawy te w początkowym stadium choroby mogą sugerować rozwój stwardnienia rozsianego, jednakże obecność podwyższonego poziomu VLFA pozwala ustalić rozpoznanie.